# Transilvania de Nord

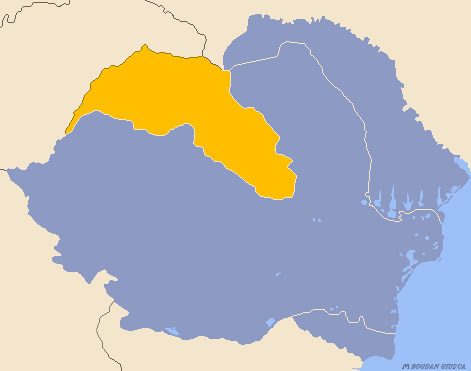
România în 1940 cu Transilvania de Nord marcată cu galben

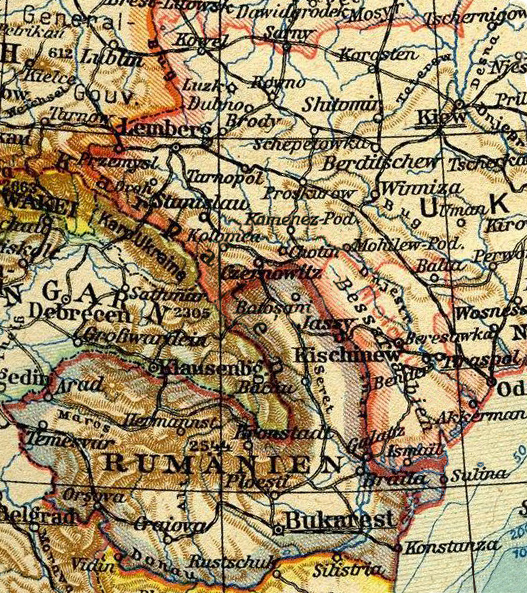
Hartă germană cu frontierele din 1940: Transilvania de Nord este cedată Ungariei (verde)

Transilvania de Nord sau Ardealul de Nord denumește teritoriul în suprafață de 43.492 km2 din Transilvania care în anul 1940 a fost cedat de Regatul României Regatului Ungar, ca urmare a Dictatului de la Viena. În primăvara anului 1944 Transilvania de Nord a fost ocupată militar de Germania nazistă, iar în toamna aceluiași an de forțele armate sovietice și române. În 1947, prin Tratatul de Pace de la Paris, Transilvania de Nord a fost oficial restituită României.
Populația era compusă, conform recensământului românesc din 1930, din 2.393.300 de locuitori, dintre care 1.176.479 etnici români, 911.411 etnici maghiari, 138.800 evrei și 68.268 germani. Conform recensământului ungar din 1941, același teritoriu era locuit de 2.578.100 de locuitori, dintre care 1.380.500 maghiari, 1.029.000 români, 47.400 evrei și 44.600 germani. Excedentul de populație se explică prin refugierea masivă spre Transilvania de Nord a maghiarilor din localități aflate în restul Transilvaniei, localități care astfel și-au pierdut cea mai mare parte a populației maghiare (Aiud, Turda, Ocna Mureș etc.), dublată de o refugiere (ceva mai redusă) a românilor în sens invers.

## Istorie
Până la sfârșitul Primului Război Mondial întreaga Transilvanie a făcut parte din Imperiul Austro-Ungar multinațional, care s-a dezintegrat în decembrie 1918 în mai multe state naționale.
La 1 decembrie 1918 românii transilvăneni întruniți în Marea Adunare de la Alba Iulia au proclamat Unirea cu Regatul Român a Transilvaniei, Banatului de răsărit, Crișanei și Maramureșului de sud. Această decizie a fost făcută publică prin Declarația de la Alba Iulia.
La 10 septembrie 1919 a fost încheiat Tratatul de la Saint-Germain-en-Laye cu Austria (semnat de România la 9 decembrie), iar la 4 iunie 1920 a fost semnat Tratatul de la Trianon între Puterile Aliate, învingătoare în Primul Război Mondial, și Ungaria (în calitate de stat succesor al Imperiului Austro-Ungar, învins în Primul Război Mondial). În urma tratatelor de pace de la Saint Germain și Trianon, a fost oficializată includerea teritoriului Transilvaniei și a părții răsăritene a Banatului în cadrul României. 
Ungaria a încercat să recâștige teritoriul pierdut, reușind doar 20 de ani mai târziu prin Dictatul de la Viena; Germania și Italia au obligat România să cedeze teritoriul Transilvaniei de Nord Ungariei (jumătate din teritoriul aflat în dispută). Pretențiile Ungariei se bazau pe argumentul dreptului istoric, iar argumentele României aveau în vedere principiul etnic. Teritoriul ad-hoc denumit Transilvania de Nord ca urmare a Dictatului de la Viena, nu avusese până în 1940 precedente politice în limitele teritoriale fixate de Dictatul de la Viena. Fără să aibă particularități geografice sau tradițional-istorice diferite de restul Transilvaniei, teritoriul decupat prin arbitraj includea în limitele sale regiunea cu majoritate maghiarofonă denumită Țara Secuilor.
Istoricul Keith Hitchins sintetizează situația astfel:
Departe de a soluționa chestiunea, Arbitrajul de Viena a exacerbat relațiile dintre România și Ungaria. Nu a reușit să rezolve problema naționalităților prin separarea tuturor etnicilor maghiari de toți etnicii români. Între 1.150.000 și 1.300.000 de români, adică între 48-50% din populația teritoriului cedat, în funcție de ale cui statistici sunt folosite, au rămas la nord de frontieră, iar circa 500.000 maghiari (unele estimări maghiare urcă până la 800.000, în vreme ce unele estimări românești coboară la 363.000) au rămas la sud de frontieră.

## Ofensiva germană și contraofensiva sovieto-română din 1944
La 19 martie 1944, odată cu ocuparea Ungariei de către armata hitleristă în cadrul operațiunii Margareta, și teritoriul Transilvaniei de Nord a trecut sub ocupație militară germană. În condițiile în care pericolul trecerii României de partea sovietică devenea tot mai iminent, în vara anului 1944 statul major al Wehrmachtului a elaborat planul Margareta 2, de ocupare a Regatului României. După ce prin lovitura de stat de la 23 august 1944 România a înlăturat dictatura militară a lui Ion Antonescu și a trecut de partea coaliției antihitleriste, trupele ungare loiale Germaniei naziste au primit de la Berlin permisiunea deschiderii unei ofensive militare cu obiectivul ocupării Transilvaniei de Sud și fixării crestei Carpaților drept linie a frontului sovietic. Operațiunea militară a început pe 5 septembrie 1944 în centrul Transilvaniei, însă înaintarea germano-ungară a fost oprită la 8 septembrie de Armata a IV-a română. Între 11-18 septembrie a urmat ofensiva Armatei a III-a ungare și a Armatei a II-a germane de tancuri în Crișana și Banat. Între 17 septembrie-5 octombrie 1944 Armata a IV-a română a purtat lupte grele pentru forțarea Mureșului în centrul Transilvaniei, pe linia Oarba de Mureș - Dealul Sângiorgiu - Iernut, a înfrânt rezistența bine organizată germano-ungară și a pătruns pe teritoriul Transilvaniei de Nord.

## Armistițiul cu guvernele Națiunilor Unite și tratativele de pace

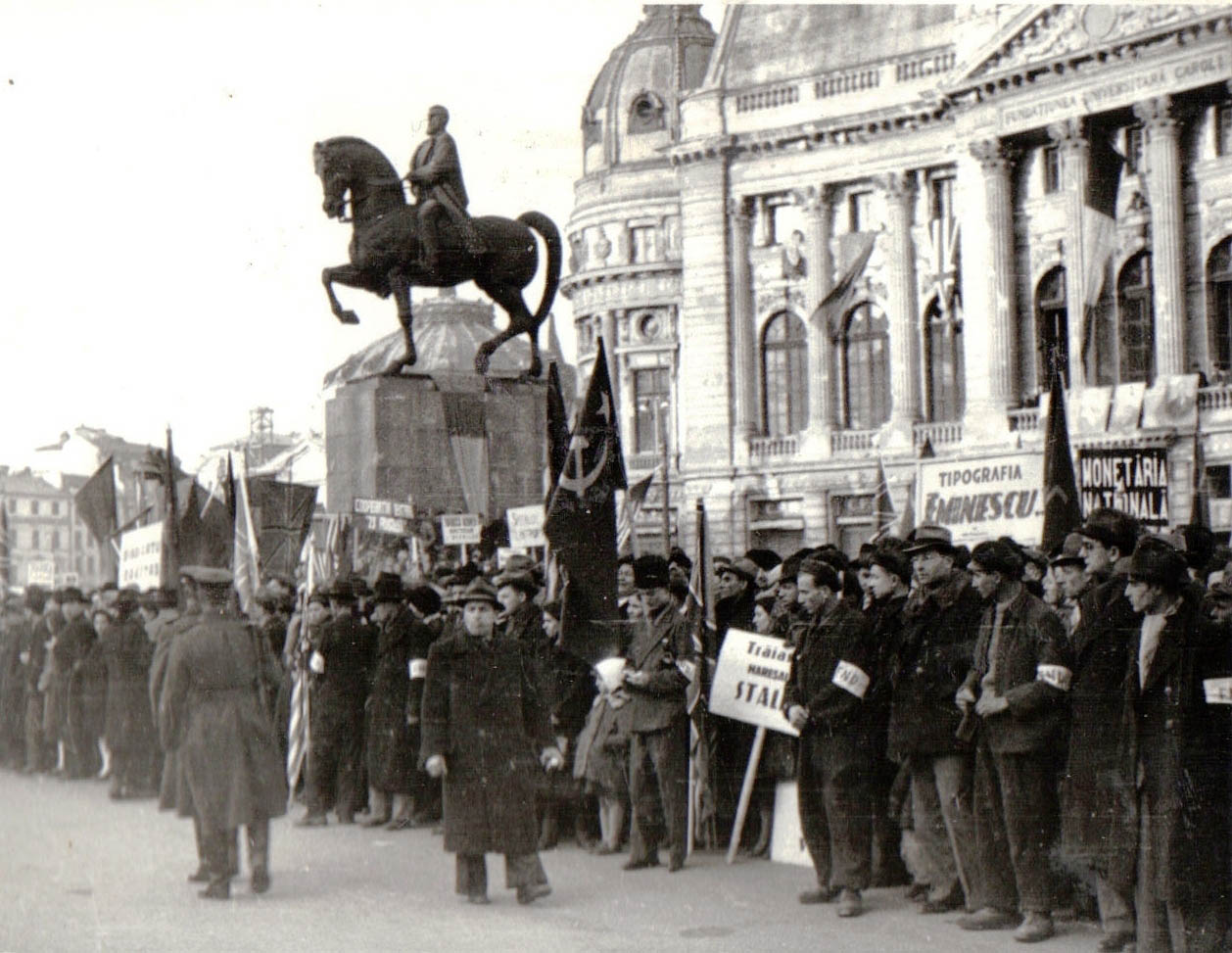
Demonstrație în Piața Revoluției din București, de sărbătorire a revenirii Transilvaniei de Nord la România, martie 1945

La 12 septembrie 1944 a fost semnată la Moscova convenția de armistițiu între guvernul român și guvernele Națiunilor Unite, prin care a fost oficial recunoscută starea de fapt a ieșirii României din războiul antisovietic și intrarea sa în războiul antinazist. Convenția a prevăzut participarea României la război cu 12 divizii, anularea prevederilor arbitrajului de la Viena și plata de despăgubiri de război către Uniunea Sovietică și celelalte Națiuni Unite. Paragraful 19 al convenției prevedea: "guvernele aliate consideră prevederile Arbitrajului de la Viena privind Transilvania ca nule și neavenite, și cad de acord (convin) ca Transilvania sau o mare parte a Transilvaniei să revină României, sub condiția confirmării printr-un tratat de pace."
La 20 ianuarie 1945 guvernul Ungariei a semnat, tot la Moscova, convenția de armistițiu cu Națiunile Unite. Guvernul Ungariei s-a obligat să-și retragă trupele în teritoriul deținut la 31 decembrie 1937 și să revoce toate legile privitoare la anexarea de teritorii din Cehoslovacia, Iugoslavia și România.
In aprilie 1945 teritoriul Transilvaniei de Nord redevine românesc de fapt prin Legea nr. 260 din 4 aprilie 1945 privitoare la legislatia aplicabila in Transilvania de Nord, precum si la drepturile dobandite in acest teritoriu, in timpul operatiunii ungare. În 1947, prin Tratatul de Pace de la Paris, Transilvania de Nord a fost restituită României de drept.

## Atrocități împotriva populației civile
Ungaria a deținut teritoriul Transilvaniei de Nord din 1940 până în 1944. Ca și evreii care trăiau în Ungaria, majoritatea evreilor din Transilvania de Nord (cca. 150.000) au fost forțați în ghetouri și apoi trimiși în lagăre de concentrare în timpul celui de Al Doilea Război Mondial. Numai o minoritate au supraviețuit Holocaustului. Éva Heyman, o fetița de 13 ani denumită Anne Frank a Transilvaniei este cunoscută pentru jurnalul pe care l-a scris în ghetoul din Oradea înainte de deportarea și moartea sa la Auschwitz.
În această perioadă au fost consemnate și numeroase acțiuni de discriminare etnică din partea autorităților horthyste și a unor etnici unguri, împotriva etnicilor români, acțiuni care au culminat cu o serie de masacre foarte violente, cum ar fi cele de la Moisei, Trăznea, Ip, Sărmașu, Mureșenii de Câmpie, Câmpia Turzii, Luduș, Prundu Bârgăului, Huedin, Cucerdea, Lăscud, Hărcana (Turda). Consemnările perioadei atribuie aproximativ 1.000 de etnici români morți ca urmare a violențelor etnice.
Situația s-a inversat în 1944, când au fost consemnate unele violențe împotriva etnicilor maghiari. La sfârșitul lui 1944 s-au înmulțit plângerile legate de jafurile și crimele întreprinse în Transilvania de Nord de așa numitele Gărzi ale lui Maniu (autointitulate astfel fără acordul lui Iuliu Maniu), atrocități îndreptate împotriva populației maghiare. Un diplomat britanic raporta către Foreign Office la mijlocul anului 1945, cu prilejul unei vizite efectuate la Cluj, că Gărzile Iuliu Maniu, responsabile de masacrarea a cel puțin 35 de maghiari, țin populația maghiară sub teroare.
O parte din populația română a regiunii au emigrat sau au fost expulzați, la fel s-a întâmplat cu unii unguri din Transilvania de Sud. A fost un exod; peste 100.000 de oameni de ambele părți ale granițelor politice și etnice au fost relocați.
Transilvania de Nord a revenit sub guvernarea României în 1947, când Tratatul de la Paris reafirma granițele dintre România și Ungaria definite de Tratatul de la Trianon cu 27 de ani mai devreme.

## Date demografice
Conform recensământului general al României din 1930, populația județelor parțial sau integral cedate Ungariei în 1940 era următoarea :
| Județul                                                | Număr locuitori | Români    | Maghiari | Germani | Evrei   | Alții  |
| ------------------------------------------------------ | --------------- | --------- | -------- | ------- | ------- | ------ |
| Județul Bihor (partea cedată)                          | 305,548         | 136,351   | 130,127  | 2,101   | 20,420  | 16,549 |
| Județul Ciuc                                           | 145,806         | 20,976    | 120,627  | 439     | 2,383   | 1,381  |
| Județul Cluj (partea cedată)                           | 256,651         | 141,607   | 85,284   | 2,669   | 16,057  | 11,034 |
| Județul Maramureș                                      | 161,575         | 93,207    | 11,174   | 3,239   | 33,828  | 20,127 |
| Județul Mureș (partea cedată)                          | 269,738         | 115,773   | 121,282  | 11,271  | 9,848   | 11,564 |
| Județul Năsăud                                         | 145,574         | 103,897   | 7,488    | 21,211  | 6,450   | 6,528  |
| Județul Odorhei (partea cedată)                        | 121,984         | 5,430     | 112,375  | 454     | 1,250   | 2,475  |
| Județul Sălaj                                          | 343,347         | 192,821   | 107,662  | 16,010  | 13,380  | 13,474 |
| Județul Satu Mare                                      | 294,875         | 178,523   | 74,191   | 9,530   | 23,967  | 8,664  |
| Județul Someș                                          | 219,355         | 169,942   | 33,870   | 351     | 10,546  | 4,646  |
| Județul Trei Scaune (partea cedată)                    | 127,769         | 17,505    | 105,834  | 760     | 707     | 2,963  |
| Județele Târnava Mică și Târnava Mare (părțile cedate) | 2,931           | 401       | 1,642    | 659     | 49      | 180    |
| Total Transilvania de Nord                             | 2,395,153       | 1,176,433 | 911,556  | 68,694  | 138,885 | 99,585 |
| Procente                                               | 100 %           | 49,11 %   | 38,05 %  | 2,86 %  | 5,79 %  | 4,15 % |

Harta etnică

Conform unei estimări oficiale a Institului Central de Statistică din 1940, populația românească din Transilvania de Nord era de 1,304,903 locuitori (50,2%), iar cea maghiară de 978,074 (37,1%) locuitori.

## Numismatică

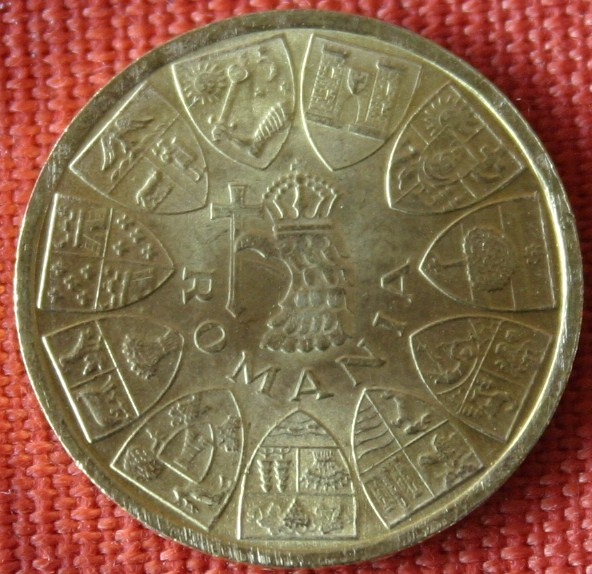
Medalia jubiliară Ardealul Nostru (revers)

- Medalia jubiliară Ardealul Nostru a fost emisă la 15 ianuarie 1945[9], pentru a comemora eliberarea celor 11 județe din Ardealul de Nord care fuseseră încorporate de Ungaria fascistă, în urma Dictatului de la Viena, de la 30 august 1940. Se știe că la 25 octombrie 1944, în semn de prețuire pentru regele Mihai I, suveran al României și comandant suprem al armatei, născut la 25 octombrie 1921, Armata Română a făcut un efort deosebit pentru a elibera orașul Carei, ultima localitate din Ardealul de Nord aflată sub control fascist. Medalia este rotundă, are diametrul de 21 mm, iar greutatea de 6,55 grame. A fost emisă din aliaj de aur și cupru, având titlul de 900‰, într-un tiraj de maxim 1.000.000 de exemplare.[10]

- La 14 octombrie 2019, Banca Națională a României a pus în circulație, în atenția numismaților, o monedă comemorativă, cu ocazia împlinirii a 75 de ani de la eliberarea Ardealului de Nord. Moneda este de argint, are titlul de 999‰, are valoarea nominală de 10 lei, este rotundă, cu diametrul de 37 mm, are greutatea de 31,103 grame, toate cele 300 de exemplare fiind emise de calitate proof; cantul monedei este zimțat.[11]

Pe aversul monedei sunt gravate cele două fețe ale medaliei jubiliare din aur ,,Ardealul Nostru”, textul în arc de cerc ROMANIA, stema României, valoarea nominală 10 LEI și anul emisiunii 2019.
Pe reversul monedei sunt gravate o imagine a Monumentului ostașului român de la Carei, textul în arc de cerc ELIBERAREA ARDEALULUI DE NORD precum și data eliberării ultimului teritoriu ocupat din Transilvania, 25 octombrie 1944.
- La 25 octombrie 2021, Banca Națională a României, pentru a sărbători 100 de ani de la nașterea Regelui Mihai, a emis o monedă de aur, cu  titlul de 999‰, de calitate proof, cu valoarea nominală de 500 de lei, precum și o replică de aur, de calitate proof după medalia jubiliară Ardealul Nostru. Această replică are aceleași caracteristici cu cele ale medaliei emise la 15 ianuarie 1945 (diametrul de 21 mm, greutatea de 6,55 grame, aliaj de aur și cupru, având titlul de 900‰), cu excepția faptului că întreaga emisiune din anul 2021 este de calitate proof, iar pe avers, în spatele cefei Regelui Mihai, a fost gravată litera R, „replică”. Au fost emise maxim 10.000 de exemplare.[12] (Vd. mai sus.)